# Anatol Nowak

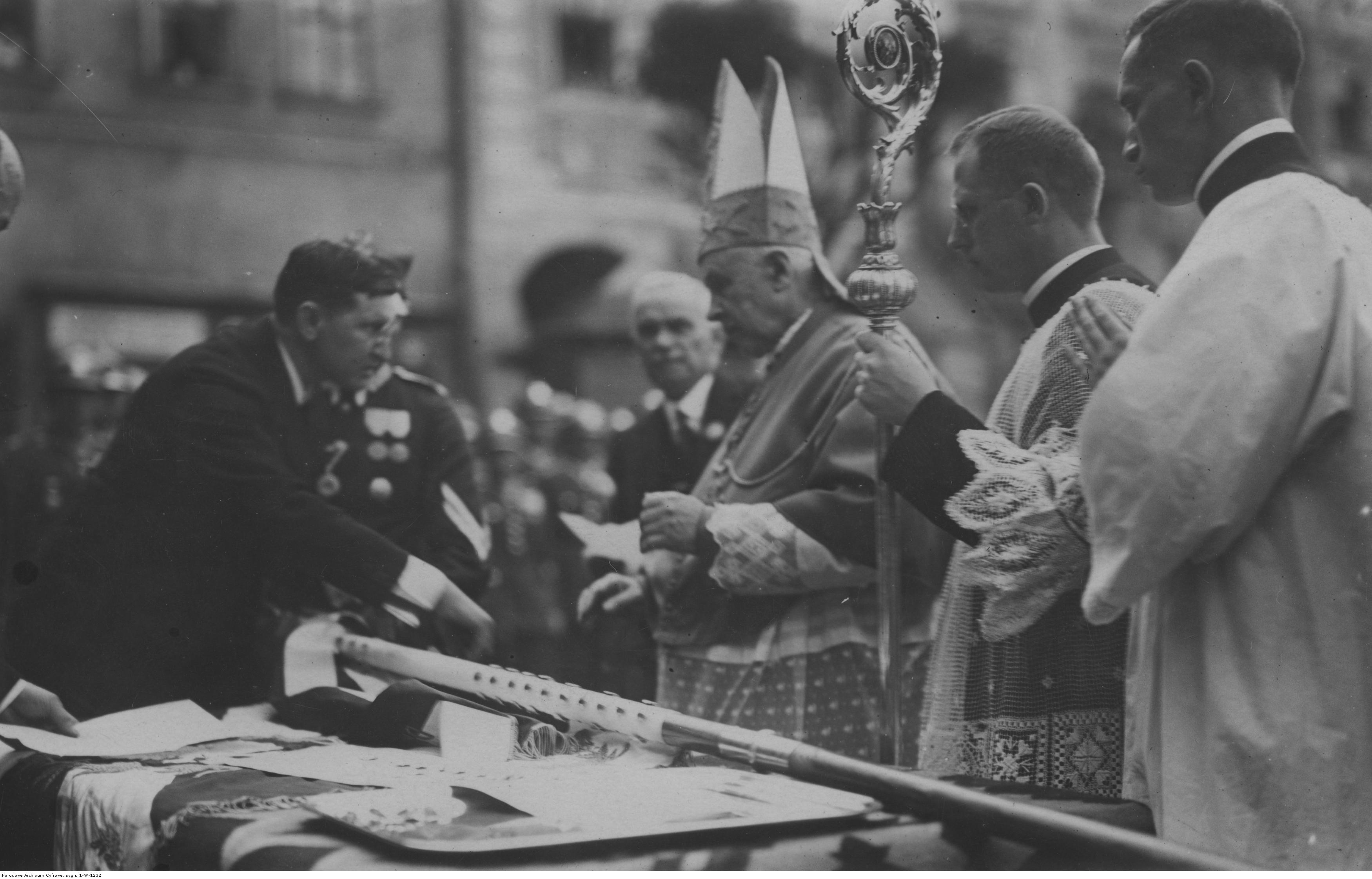
Poświęcenie sztandaru 38 Pułku Piechoty Strzelców Lwowskich: biskup Anatol Nowak wbija gwóźdź w drzewce sztandaru

Anatol Wincenty Nowak (ur. 12 października 1862 w Kańczudze, zm. 5 kwietnia 1933 w Przemyślu) – polski duchowny rzymskokatolicki, biskup pomocniczy krakowski w latach 1900–1924, rektor seminarium duchownego w Krakowie w latach 1901–1912, biskup diecezjalny przemyski w latach 1924–1933.

## Życiorys
Urodził się 12 października 1862 w Kańczudze. Kształcił się w gimnazjach w Rzeszowie i Przemyślu. Studia odbył w seminarium duchownym w Przemyślu i na Wydziale Teologii Uniwersytetu Jagiellońskiego. 15 lipca 1885 został w Krakowie wyświęcony na prezbitera.
Od 1885 do 1887 był wikariuszem w Bolechowicach i Podgórzu. W 1887 został kapelanem kardynała Albina Dunajewskiego, a następnie kaznodzieją katedralnym. W kurii krakowskiej pracował najpierw na stanowisku notariusza, w latach 1890–1892 sekretarza, a w latach 1892–1896 kanclerza. W 1896 został kanonikiem gremialnym kapituły oraz radcą i referentem kurii, zaś w 1899 prefektem Sodalicji Mariańskiej dla duchowieństwa diecezji krakowskiej.
17 grudnia 1900 papież Leon XIII mianował go biskupem pomocniczym diecezji krakowskiej ze stolicą tytularną Irenopolis. Święcenia biskupie otrzymał 30 grudnia 1900 w kościele Mariackim w Krakowie. Konsekrował go miejscowy biskup diecezjalny Jan Puzyna w asyście Józefa Webera, biskupa pomocniczego lwowskiego, i Józefa Sebastiana Pelczara, biskupa diecezjalnego przemyskiego. W 1901 został ustanowiony wikariuszem generalnym diecezji. W latach 1901–1912 piastował stanowisko rektora seminarium duchownego w Krakowie. Był głównym opiekunem Komitetu Ochrony dla Małych Dzieci, wiceprotektorem Towarzystwa Dobroczynności i radcą Arcybractwa Miłosierdzia. Wspierał tworzenie przytułków, sierocińców i ochronek, które następnie wizytował. Promował działalność sodalicji mariańskich i salezjanów, w 1905 udzielił święceń prezbiteratu późniejszemu prymasowi Augustowi Hlondowi. W ostatnich latach życia kardynała Puzyny sprawował faktyczne rządy w diecezji. W listopadzie 1911 został wybrany na wikariusza kapitulnego. Jego nominację na biskupstwo krakowskie poparli wszyscy ordynariusze galicyjscy na czele z arcybiskupem metropolitą lwowskim Józefem Bilczewskim. Jednakże jego kandydatura upadła, gdy namiestnik Galicji Michał Bobrzyński zaproponował na to stanowisko Adama Stefana Sapiehę i w końcu przekonał do niego arcybiskupa Bilczewskiego, argumentując, że byłoby wskazane, aby w episkopacie galicyjskim zasiadał przedstawiciel arystokracji. Po przejęciu diecezji przez biskupa Sapiehę został ustanowiony jego wikariuszem generalnym i oficjałem. W 1913 objął stanowisko dziekana kapituły katedralnej.
Z biskupem Adamem Stefanem Sapiehą pozostawał w złych stosunkach i prawdopodobnie z tego powodu w 1924 został przez niego zgłoszony na opuszczony urząd biskupa diecezjalnego diecezji przemyskiej, na który papież Pius XI przeniósł go 30 września 1924. Rządy w diecezji przejął 23 listopada 1924. Znowelizował prawo diecezjalne. Przeprowadził renowację katedry i rozbudowę gmachu kurii biskupiej. Dokonał powiększenia muzeum diecezjalnego i reorganizacji archiwum diecezjalnego. Utworzył diecezjalną Akcję Katolicką, wspierał działalność Sodalicji Mariańskiej i apostolstwa świeckich. Popierał otwieranie sierocińców i domów dla ubogich, powołał Ratowniczy Komitet Biskupi dla Najbiedniejszych. Patronował zakonom, szczególnie salezjanom i jezuitom. Rozpowszechniał kult maryjny. Przyczynił się do kanonizacji Andrzeja Boboli. Zmodernizował administrację dóbr biskupich, a w lasach biskupich pod Brzozowem, gdzie odkryto solanki jodowo-żelazowe, zarządził budowę ośrodka leczniczego dla duchowieństwa i kleryków, z czasem otwartego także dla świeckich. Wsparł nazaretanki w budowie ośrodka wypoczynkowego w Komańczy. Współpracował z Kościołem greckokatolickim. Stronił od angażowania się w działalność polityczną, niemniej sympatyzował z chadecją. Należał do przemyskiego oddziału Polskiego Białego Krzyża.
W Episkopacie Polski zasiadał w Komisji Synodalnej. Był także przewodniczącym komisji dla kleru zakonnego, która opracowała uchwały synodu w Częstochowie. Konsekrował biskupa pomocniczego przemyskiego Franciszka Bardę (1931). Był współkonsekratorem podczas sakry biskupa pomocniczego przemyskiego Karola Fischera (1901), biskupa pomocniczego lwowskiego Władysława Bandurskiego (1906), biskupa diecezjalnego kamienieckiego Piotra Mańkowskiego (1918), biskupa pomocniczego tarnowskiego Edwarda Komara (1921), biskupa diecezjalnego katowickiego Augusta Hlonda (1926) i biskupa pomocniczego przemyskiego obrządku greckokatolickiego Hryhorija Łakoty (1926).
Zmarł 5 kwietnia 1933 w Przemyślu. 8 kwietnia 1933 został pochowany w podziemiach katedry przemyskiej.

## Odznaczenia, tytuły, wyróżnienia
Został odznaczony austriackim Krzyżem Komandorskim z Gwiazdą Orderu Franciszka Józefa (1908), a za zasługi na polu pracy społecznej Krzyżem Komandorskim z Gwiazdą Orderu Odrodzenia Polski (1931).
Otrzymał także honorowe tytuły papieskie: asystenta tronu, szambelana, prałata domowego i hrabiego św. Kościoła Rzymskiego.